# Люди в чёрном (мультсериал)
«Люди в чёрном» (англ. Men in Black: The Series) — американский мультсериал для взрослых, состоящий из четырёх сезонов и основанный на одноимённом фильме и мини-серии комиксов издательства Marvel. Транслировался в США с 1997 по 2001 год.

## Главные персонажи
- Агент Кей — легендарный сотрудник ЛВЧ, участвующий в делах организации с момента её создания. Скуп на эмоции, но при этом обладает довольно специфическим чувством юмора. Очень умён и хорошо образован. Всегда носит с собой замораживающий бластер под названием «Айсберг», так как в большинстве случаев он лучше всего помогает. Его история жизни покрыта тайной, но в организацию он вступил в совсем юном возрасте, случайно заехав на встречу первых агентов с инопланетянами послами.
- Агент Джей — молодой афроамериканец, напарник Кея; ранее работал в полиции. Довольно наивен, благодаря чему порой навлекает на себя и других проблемы. Болезненно относится к критике и шуткам, направленным в его сторону. При всём этом Джей достаточно смел и находчив. Очень хочет водить машину, но Кей ему не позволяет. Немного влюблён в Эл.
- Агент Эл — в прошлом работник морга, была завербована ЛВЧ после схватки с Жуком в первом фильме. В первых трёх сезонах работает в организации в качестве медика, но также часто помогает Кею и Джею в боях. В четвёртом сезоне наконец-то выбивает для себя должность оперативника, пригласив на своё место инопланетного гения доктора Зилтора, но из-за требования Комиссии по правам пришельцев вынуждена работать с напарником — агентом Икс, отношения с которым у неё сразу же не заладились. Не убедив Зеда отстранить его от работы, возвращаться в лабораторию всё-таки отказалась и со временем более-менее сработалась с Иксом, хотя их словесные перебранки стали обычным делом. Немного влюблена в Джея.
- Агент Зед — директор ЛВЧ. Неодобрительно относится к Джею, который его периодически подводит. Выполняет роль представителя человечества во время переговоров с инопланетными расами. Имеет у себя в кабинете аппарат с кофе. Также Зед, как глава ЛВЧ, женит влюблённых инопланетян, прибывших на Землю.
- Джек Джибс — мелкий торговец инопланетного происхождения, обладающий способностью к регенерации. Хоть он и является миролюбивым гражданином, не упускает случая подзаработать и порой, сам того не желая, помогает очевидным преступникам, за что Кей неоднократно стрелял в его голову, которая всегда отрастает. Тем не менее, периодически оказывает Джею и Кею приличную помощь.
- Фрэнк — инопланетянин-лемурианец, замаскированный под мопса; информатор ЛВЧ, живёт в газетном киоске. Для прикрытия использует человекообразного робота-газетчика, управляемого с помощью двух кнопок. Частенько из-за собственных невнимательности и легкомыслия попадает в различные неприятные истории, связанные с другими инопланетянами, и подвергает свою жизнь и жизнь окружающих опасности, тогда Кею и Джею приходится его спасать и разруливать сложившуюся ситуацию. Несмотря на дружелюбие, не полностью надёжен: иногда начинает помогать преступникам из-за страха или жажды наживы. Дружит с Джибсом и частенько заходит к нему в гости. Его истинный облик мало отличается от настоящего мопса, однако и менять его Френк не спешит: когда в награду за сотрудничество ЛВЧ предложили ему костюм человека, он отказался, предпочтя более новый, модный и удобный вариант костюма мопса.
- Черви — четверо низкорослых жёлтокожих инопланетян, обитающих на кухне ЛВЧ. Зависимы от кофе, поэтому периодически захватывают кабинет Зеда с находящимся там кофейным автоматом. Непоседливы, из-за чего часто попадают в различные неприятные ситуации, из которых Кею с Джеем приходится их спасать, чаще всего это случается, когда они делают очередную вылазку за кофе. Жутко боятся своего императора, потому что пить кофе на их планете разрешено только элите, коей они не являются. Однажды червям удалось спасти его от Жуков, но официального разрешения на употребление кофе они так и не получили.
- Близнецы Блюф и Боб — одноглазые зеленые инопланетяне, разговаривающие на непонятном зрителю и Джею языке. Выполняют в ЛВЧ роли компьютерных техников. Невероятно умны, способны найти выход почти из любой чрезвычайной ситуации.
- Зэн Зарканикус, он же Трой — бесформенный инопланетянин-симбиот; во втором сезоне стал агентом ЛВЧ. Живёт, прирастая к чьему-либо телу, но раз в 20 часов должен менять носителя, так как при достижении срока сольется с ним воедино. Дружелюбен и наивен, может вылечить своего носителя. Не хочет быть под опекой собственной матери, поэтому не упускает возможности сбежать от неё.
- Эйлин — гуманоид, агент инопланетного подразделения ЛВЧ. Во время одного из заданий потеряла напарника, через какое-то время начинает работать с Иди, к которой относится, как Кей к Джею. Находится в романтических отношениях с Кеем.
- Иди — гуманоид, агент инопланетного подразделения ЛВЧ, напарник Эйлин. Очень переживает из-за того, что может не оправдать доверия и не справиться с заданием. Умудрилась разбить машину Кея, но Джей взял вину на себя.
- Аркиллианцы — миролюбивая инопланетная раса, многие представители которой живут на Земле, используя псевдотела — специально сконструированных андроидов.
- доктор Зан’дозз Зилтор — гуманоид, гениальный учёный, заменивший Эл в лаборатории ЛВЧ. Его изобретения пугают и нервируют Джея, поэтому он категорически отказывается лечиться даже в самых безнадёжных ситуациях. Доктор Зилтор крайне привязан к своему питомцу — бактерии по имени Люси.
- Агент Икс — гуманоид из галактики Джи-Дэнг, напарник Эл. Принят на работу по рекомендации Комитета по правам пришельцев. Очень заносчив, высокого мнения о самом себе, мечтает прославиться. Не любит людей, считая их некрасивыми, бесстыжими и самоутвержающимися за чужой счёт. В родной галактике, хотя и был неоднократно награждён, шесть раз отстранялся от работы. Постоянно оскорбляет Эл, чем в итоге зарабатывает её ненависть.
- Агент Ты — агент ЛВЧ. Всё делает по особым правилам ЛВЧ. Не может жить без правил. Подлизывается к Кею и Зеду. Работает в детском саду инопланетян, но работой доволен. Когда Кей на задании, вместе с Джеем отправляют агента Ты, который не особо любит сражаться.
- Кла’Микк — пришелец с множеством карманов на теле, работающий на ЛВЧ.

### Злодеи
- Альфа — один из главных противников ЛВЧ, некогда бывший одним из агентов-основателей организации и наставником Кея. Захотел бессмертия и всемогущества, поэтому предал организацию и скрылся в космосе на 20 лет. Очень хитёр, умён и коварен. С помощью космического интегратора сумел вживить себе в тело четырёх инопланетян и обрести их способности, позже добавил к ним Дака Джибса (брата Джека). Впоследствии отказался от такого рода мутаций, предпочтя рассчитывать на технику, которую также вживил в себя. В третьем сезоне был лишён всех своих модификаций, превратившись в немощного старика, и помещён в тюремную капсулу, из которой, благодаря наивности Джея, сбежал в четвёртой серии 4 сезона, чтобы вновь уничтожить ЛВЧ, что ему удалось в серии «Синдром последнего боя: часть 1». В серии «Синдром последнего боя: часть 2» окончательно погиб от взрыва иксиконской торпеды.
- Баззард — межгалактический браконьер. Внешне похож на огромного белого кузнечика. Сталкивался с ЛВЧ в ходе охоты за экзотическими пришельцами, которых Кей и Джей должны были ловить или охранять.
- Дак Джибс — космический преступник, родной брат Джека Джибса. Как и Джек, склонен к регенерации. В последней серии 2 и во второй серии 3 сезона помогал Альфе уничтожить ЛВЧ, но всегда терпел поражение.
- Фмекки — давние враги аркиллианцев, внешне похожие на них же. Хотели уничтожить планету недругов лишь за то, что она больше их собственной, но из-за действий Джея и Кея была уничтожена планета самих Фмекков.
- Дрекк — межгалактический преступник, психически неадекватный монстр, способный пускать из рук тепловые лучи.
- Иксионцы — раса существ, обожающих нефть, которые, с помощью их лидера Вэнгуса пытались выкрасть всю нефть с Земли с целью продать её на Межгалактическом рынке. Однако они потерпели неудачу и были полностью разбиты Альфой.
- Вэнгус — лидер Иксионцев, расы пришельцев, обожающих нефть. Много лет назад Вэнгус возглавил Иксионцев в их попытке захвата нефти Земли, которая является жизненно важной ценностью на Межгалактическом рынке. Их остановил Альфа. Через тридцать лет Вэнгус вернулся и заставил Организацию ЛВЧ обратиться к Альфе, который находился у них в заключении на тот момент, чтобы понять, как бороться с Вэнгусом. После побега Альфы Вэнгус объединился с ним в бою против всей Земли, но в итоге потерпел поражение от ЛВЧ.

## Роли озвучивали (английская версия)
- Агент Кей — Грегг Бергер[4].
- Агент Джей — Кит Даймонд[4].
- Агент Эл — Дженнифер Мартин[4].

## DVD-версии
В США был выпущен первый сезон на двух DVD-дисках 4 июля 2007 года.

## Награды
В 1999 году «Люди в чёрном» были выдвинуты на Kids’ Choice Awards в номинации «Любимый мультфильм». Мультсериал трижды выдвигался на Дневную премию «Эмми» в 1999 (лучший монтаж звука) и 2000 (лучшее сведение звука) годах, но победу одержали лишь в 2002 году в номинации «Лучший монтаж звука». Также мульсериал трижды номинировался на премию Motion Picture Sound Editors.

## Список серий

#### Первый сезон (1997—1998 гг.)
1. «Синдром долгого прощания»
В ходе миссии по остановке размножения Скраальдиан в канализации произошла схватка с одним из них. Джей застрелил пришельца из «дамского сверчка», но тот успел его отметить своими ферментами. Теперь на Джея объявлена охота - вся раса скраальдиан будет мстить за убийство сородича.
2. «Синдром Баззарда»
Кей и Джей расследуют крушение корабля инопланетян в лесу. Вскоре они встречаются с Треблором, инопланетным полицейским из Зомбарийского Департамента Наказаний. Треблор упоминает, что пилот рухнувшего корабля — опасный преступник по имени Зи-Рон. Пока Джей отправляется на поимку Зи-Рона, Кей узнаёт, что «Треблор» не тот, кем он назвался.
3. «Синдром надоедливого лая»
Агенты Кей и Джей расследуют посадку Чарнока на ферме. Их единственная зацепка — кожа. После того. Как Джибс и Фрэнк спорят в «Ломбарде Джибса», настоящий Чарнок появляется в обличии толстого неповоротливого мужчины. Джибс показывает ему устройство с консервированным вакуумом, которое является миниатюрной чёрной дырой, всасывающей всё в себя в радиусе трёх миль. Он говорит ему, что оно не продаётся, но он не хочет слушать. Он угрожает активизировать ядро, но Джибс выбивает его из рук. Фрэнк берёт устройство в рот, чтобы унести. Но, из-за шока, он его случайно проглатывает! Теперь Чарнок за ним охотится! Смогут ли Кей и Джей спасти Фрэнка от того, чтобы он «всосался в себя»?
4. «Синдром старого друга»
Расследуя кражу сердца (одного из двух) у Синтиллианина, Кей узнаёт, что вором был Альфа, его бывший наставник, который украл верулианский космический интегратор и оставил Кея умирать много лет назад. Кей и Джей обнаруживают, что Альфа теперь обладает различными частями тела пришельцев, пересаженными на его тело, и охотится за сердцем Синтиллианина, что сделает его неуязвимым. Задача Кея и Джея — справиться с ним, но Кей решает идти в бой в одиночку.
5. «Синдром прикрытия»
На Землю для участия в конференции прибывает посол Тарканианцев со своим телохранителем. Джей из-за Червей опрокидывает на телохранителя посла поднос с кофе, и, как назло, выводит беднягу из строя — представители этой расы совсем не выносят жидкости. Нерадивому агенту Джею приходится взять на себя обязанности телохранителя, облачившись в личину Тарканианца и пытаясь обеспечить безопасность посла, на которого должны напасть. При этом не забывая заигрывать в этом образе с привлекательной переводчицей…
6. «Синдром нейрализатора»
Джей и Кей преследуют угонщиков кораблей, которые воруют летающие машины и продают их на чёрном рынке. Они пытаются угнать космический корабль, замаскированный под оборудование прачечной. Джея отвлекает старая подруга из его жизни «до ЛВЧ», но после прекращения их воссоединения при воздействии нейрализатора Кея, нейрализатор упал. Джей его подобрал. Во время преследования угонщиков Кей говорит: «Ты не можешь снова вернуться домой». Они не могут поймать угонщиков. Затем, не обратив внимания, Джей нейрализует Кея до шестнадцатилетнего возраста! После потери памяти Кея, как смогут они с Джеем остановить угонщиков?
Примечание. Данный эпизод больше не показывается в Америке после событий 11 сентября 2001 года.
7. «Синдром Симбионта»
Когда Кей заражается Милликронами, Джей занимает его место в операции по транспортировке симбионта-подростка по имени Трой в Нью-Йорк. Он должен сделать это в течение двадцати часов, или навсегда будет поглощён Троем. Но Баззард возвращается с целью захвата симбионта для своего загадочного босса.
8. «Синдром Неодушевлённого»
Неодушевлённый, оборотень, который может превращаться в неживые объекты, сбегает из тюрьмы на Землю. Однако ЛВЧ получают помощь от Эйлин, межгалактического полицейского, которая взбудораживает некое забытое чувство к Кею.
9. «Синдром ментальной связи»
Обезумевший Алкидианец по имени Форбус охотится на людей, высасывая из них все жизненно важные жидкости. Однако во время погони Форбус формирует ментальную связь с Кеем, заставляя его чувствовать то же, что и он.
10. «Синдром путешествия в сознание»
Джей по ошибке принимает церебро-акселератор за пару наушников, что делает его самым умным человеком на Земле. Однако это также заставит его мозг взорваться через двадцать два часа. Но его улучшенный мозг — единственная надежда ЛВЧ после того, как ненавидящий пришельцев фанатик использует путешествия во времени для того, чтобы стереть с лица земли пятерых основателей ЛВЧ.
11. «Синдром Эл в моих снах»
Инопланетный пожиратель сновидений, известный как Вермакс, нападает на команду возвращающегося на Землю шаттла НАСА. Когда Кей, Джей и Эл прибывают на место посадки, Вермакс прикрепляется к Джею и отправляет его в состояние глубокого сна. Эл входит в сон Джея, чтобы заставить его проснуться и убрать Вермакса.
12. «Синдром жизни с пришельцем»
Бластуланцы увеличивают температуру на планете Земля с замыслом колонизации планеты. В то же время Джей полагает, что Кей, возможно, является пришельцем — шпионом Бластуланцев.
13. «Синдром „Пленных не брать“»
Доктор Лупо и трое самых опасных преступников ЛВЧ ухитрились сбежать и взять в плен большую часть ЛВЧ. Только Джей с Червями могут спасти ситуацию.

#### Второй сезон (1998—1999 гг.)
14. «Синдром маленького большого человека»
Фмекки крадут человеческие обличия у своих противников, Аркиллианцев. Джея уменьшают до крошечных размеров, чтобы он выяснил, чего хотят добиться Фмекки.
15. «Синдром кратковременного клонирования»
Агент Джей работает круглыми сутками. Он хочет немного отдохнуть. Когда он замечает кратковременного клона Эл, он просит Эл сделать для него такого же. Эл сначала отказывает ему, но потом соглашается сделать троих — и только троих. Новейшая схема Альфы — использовать своего собственного клона Джея, дабы украсть мозг Зеда — спутывает все дела.
16. «Синдром потери головы»
Альфа вернулся, и его инопланетные имплантаты разваливаются. Для начала он заставляет Джибса найти новые части тела для него, но когда он обнаруживает, что симбионт Трой находится у ЛВЧ, его планы меняются.
17. «Синдром „Человек человеку мопс“»
Дрекк, старый друг мопса Фрэнка, сбегает из-под стражи на Земле. Фрэнку грозит быть сваренным заживо, если он поможет Джею и Кею арестовать Дрекка.
18. «Синдром большого гадкого жука»
Королева Жуков объявляет вознаграждение за поимку агента ЛВЧ, ответственного за убийство её любимого погибшего сына Эдгара. Теперь Эл должна скрываться от нескольких злых Жуков — включая брата Эдгара, Эдвина — желающих получить награду.
19. «Синдром Хэллоуиновской тыквы»
Настал Хэллоуин, и выпрашивать сладости вместе с Червями становится опасным — Джей встречает пришельца, который похищает детей.
20. «Синдром звукового удара»
Пришелец с разрушительным голосом по имени Алдузи сбегает от Эйлин и её новой напарницы, Иди. Чтобы проследить беглеца, Кей объединяется с Эйлин, а Джей — с Иди.
21. «Синдром дурного семени»
Паразиты, распространяемые из инопланетных семян, захватывают ЛВЧ и угрожают распространиться по всему миру. Пока оставшиеся агенты пытаются их остановить, Джей не может держать язык за зубами, так как он случайно оказался под воздействием сыворотки правды.
22. «Синдром Фмаленького мира»
Готовясь завоевать землю, Фмекки врываются в штаб-квартиру ЛВЧ, чтобы наложить свои крошечные лапки на формулу роста. Они обознались, приняв одного из Червей за обладателя этой формулы, и похищают его…
23. «Синдром Чёрного Рождества»
Только Люди в чёрном могут спасти Рождество, когда Дрекк похищает Санта Клауса.
24. «Синдром Сверхлюдей в чёрном»
Усилитель Томазитронной Материи дарует суперсилы Кею, Джею и Эл, а также троице инопланетных преступников, что приводит к супердраке.
25. «Синдром системы звёзд»
Кей и Джей едут в Голливуд, чтобы расследовать исчезновения актёров-пришельцев.
26. «Синдром военного спутника»
Альфа и Дак, брат Джибса, захватывают военный спутник ЛВЧ. Джей и Кей вылетают в космос, чтобы остановить уничтожение штаб-квартиры ЛВЧ.

#### Третий сезон (1999—2000 гг.)
27. «Синдром человекообразного Червяка»
Два сотрудника правоохранительных органов с планеты Калифадик начинают наказывать на Земле преступников, используя телепортационные пушки для отправки пришельцев в тюрьму. Как только ЛВЧ попытались их остановить, Джей и один из Червей  пролетают друг сквозь друга в процессе телепортации и медленно превращаются друг в друга.
28. «Синдром холодного пота»
Слившиеся воедино Дак и Альфа оказываются в Антарктиде, где погребён огромный инопланетный корабль. Теперь Кей, Джей, Джибс и Черви должны помешать им воспользоваться им.
29. «Синдром щенячьей нежности»
Мопс Фрэнк встречает пришельца Веронику, в которую влюбляется. Однако он не знает, что Вероника работает на Джавкора, который хочет украсть у ЛВЧ самое мощное их оружие.
30. «Синдром потерянного континента»
Кей и Джей должны помешать планам инопланетного террориста Квинтуна поднять легендарный континент Атлантида.
31. «Синдром поездки на Дикий Запад»
Когда ЛВЧ не удаётся помешать Метафиту, угрожающему городу Финикс, Джей и Кей должны вернуться обратно во времени на Дикий Запад, чтобы найти кокон Метафита, когда тот ещё уязвим. Вексрон, живущий в то время, решил сделать всё, чтобы помешать им.
32. «Синдром ж-ж-жадности»
Сама Королева Жуков пожаловала на Землю и скрывается в гостинице, ожидая возможности для своих яиц отлежаться и вылупиться. Усложняет ситуацию для ЛВЧ присутствие Императора Червей, который, как оказалось, остановился в той же самой гостинице, что и Жуки.
33. «Синдром прощания с Червями»
Когда Зед велит депортировать Червей домой за очередной проступок, Джей делает всё возможное, чтобы доказать их невиновность.
34. «Синдром погасшего света»
Кей ослеплён лучом Дарконцев, и ему потребуется помощь Джея в предотвращении создания Дарконцами вечного солнечного затмения.
35. «Синдром выдворения в отставку»
Зед всех удивляет тем, что решает уйти в отставку. Джей объединяется с Эл, так как Кей избран новым главой ЛВЧ. Так как Зед нейрализован и отплыл рыбачить на Лонг Айленд, Альфа возвращается с новыми силами, сильнее, чем когда бы то ни было.
36. «Синдром сардин с мороженым»
Джей случайно глотает яйцо пришельца и тем самым беременеет. В то же самое время Фмекки уменьшают всё на своём пути.
37. «Синдром возни с мумией»
Кей и Джей вынуждены сражаться с недавно пробудившимся Гиперийцем, который одет как египетская мумия.
38. «Синдром маленького Кея»
Лидер Стеллариан прибывает на Землю для мирных переговоров, а Кей и Джей должны будут приглядывать за его дочерью, Кимой. Когда Киму похищают Фростифариане, её система для снижения возраста получает сбой. Теперь Кима взрослеет, а Кей превращается в ребёнка.
39. «Синдром плохой собаки»
Кей и Джей спешат остановить захват Земли Тунстонцами, король которых прячется в теле мопса Фрэнка.
40. «Синдром возвращения Джея в Джеймса»
После того, как Джей уезжает кататься на LTD, это заканчивается увольнением из ЛВЧ. После этого его нейрализуют и отправляют обратно в полицию Нью-Йорка… Как раз во время очередной атаки Жуков.

#### Четвёртый сезон (2000—2001 гг.)
41. «Синдром свободного стула»
В ЛВЧ изменения — доктор Зилтор возглавляет лабораторию вместо Эл, которая становится оперативником и получает в напарники пришельца по имени Агент Икс. Пока новые изменения случаются, ЛВЧ должны остановить Нью-Йорк от поглощения Баругой.
42. «Синдром зрелища»
Кей и Джей должны спасти Червей из мира пришельцев, похожего на Древний Рим.
43. «Синдром возвращения за парту»
Джей изображает старшеклассника, чтобы защитить инопланетного принца от пришельцев-террористов.
44. «Синдром гамбита в дебюте»
Тридцать лет назад Иксионец по имени Вэнгус прибыл на Землю и был побеждён агентом ЛВЧ. Теперь, когда Вэнгус возвращается, ЛВЧ ищут ответа у агента, который тогда одержал над ним победу — у Альфы.
45. «Синдром блестящего будущего»
Во время преследования огромного Червя-преступника Джей отправляется в будущее и обнаруживает, что Черви правят на Земле.
46. «Синдром потери мяча»
Фмекки вернулись и пытаются захватить маленькую планету, которая похожа на бейсбольный мяч. Всё дело усугубляет то, что Кей находится на этой планете, и обстановка там накаляется.
47. «Синдром горячего парня Джея»
После того, как Джей съел какую-то инопланетную еду, он получает способность изрыгать огонь. Но его новая способность может привести к тяжким последствиям, если он будет продолжать ей пользоваться.
48. «Синдром парада-алле»
Участник программы защиты свидетелей-пришельцев скрывается от межгалактической банды под названием Ассоциация, когда они обнаруживают его на Земле.
49. «Синдром виртуальной перестрелки»
Джей получает низкий балл в новом тренировочном тесте с виртуальной реальностью для ЛВЧ, и стыд, естественно, заставляет его заново его пройти. Однако в этот момент игра «глючит», и опасности, с которыми Джей сталкивается, становятся реально смертельными.
50. «Синдром экстренных новостей»
Инопланетное телевидение прилетает на Землю для съёмки агентов ЛВЧ за работой, и как раз в этот момент возвращается Дрекк.
Примечание. Данный эпизод больше не показывается в Америке после событий 11 сентября 2001 года.
51. «Синдром „Из грязи — и в князи“»
Супергерой, зовущий себя «Космозис», спешит на помощь городу от зла, но он просто пришелец, ищущий место для применения своих сил с пользой. Однако ЛВЧ полагают, что его новая профессия может принести вред Земле, и они пытаются его спровоцировать, используя Джея как приманку.
52—53. «Синдром последнего боя»
В двух сериях.
Первая часть
Альфа, Вэнгус и Иксионцы возвращаются на Землю, сплотившись для истребления жизни на Земле. В момент надвигающейся угрозы Зед решает рассказать о существовании ЛВЧ миру. Самый печальный эпизод: в итоге Альфа разрушил ЛВЧ.
Вторая часть
Когда агенты уничтоженного штаба ЛВЧ добиваются успеха в координировании противостояния вторжению, Иксионцы планируют задействовать оружие, которое уничтожит всё живое на Земле. Кей и Джей будут сражаться с Альфой и Вэнгусом в последней битве за человечество.